# Артур і Заборонене місто
«Артур і Заборонене місто» — друга книжка серії «Артур» письменника і актора Люка Бессона, в якій розповідається про пригоди десятирічного хлопчика в чарівній країні маленьких мініпутів. Книга вийшла в 2005 році. 

## Історія створення
На відміну від інших письменників, Люк Бессон спочатку написав сценарій для фільму, і тільки через деякий час вирішив, що написаний ним план фільму можна переробити в книгу. Переробка зайняла п'ять років, а сценарій був розбитий на дві книги. Роман вийшов настільки популярним, що замість запланованих двох книг було створено чотири. За визнанням самого Бессона, перша частина книги описує його власне дитинство, а образ Артура (до моменту перетворення в минипута) він писав із самого себе. У 2004 році Бессон відвідав Москву, щоб представити перші дві свої книжки — «Артур і мініпути» і «Артур і Заборонене місто».

## Сюжет
Маленький хлопчик Артур, ставши мініпутом, відправляється в Заборонене місто, щоб врятувати свого діда з полону, а королівство — від потопу.

## Екранізація
Дії роману показані в першому фільмі про Артура — «Артур і мініпути», анімацією якого займалася французька компанія BUF Compagnie. Світова прем'єра відбулася 29 листопада 2006 року.